# Białe kwiaty
Białe kwiaty – wspomnienie Cypriana Kamila Norwida z 1856 roku, opublikowane w krakowskim Czasie w 1857.

## Charakterystyka
Czarne kwiaty stanowiły w zmierzeniu Norwida nowatorski przykład prozy opisowej wolnej zarówno od książkowego klasycyzmu jak i od czasowych formułek dziennikarskich. Przykład wyraźnie autora nie zadowolił, gdyż wkrótce po napisaniu tego utworu, postanowił uzupełnić go drugim, w którym mógłby pełniej przedstawić swoje stanowisko i głoszone przez siebie zasady estetyczne. Tak w dwa miesiące od powstania Czarnych kwiatów  powstały Białe kwiaty. O ile pierwszy utwór był praktyką nowej estetyki, drugi miał być jego teorią. Norwid nazwał te wspomnienia białymi, ponieważ wskazane w nich środki ekspresji artystycznej zostały przez niego scharakteryzowane jako bezbarwne, bezmyślne, nic nie opowiadające, białe właśnie. Utwór składa się ze wstępu, refleksji o Niobe i słowach Hamleta, refleksji o wyrazach białych, epizodów I-V, refleksji o sposobach propagowania nowej estetyki i epizodów VI-VII. Epizod I rozgrywa się we wsi Laskowo-Głuchy w 1836, epizod II – na drodze z Albano do Grotta Ferrata około 1847, epizod III – w Rzymie w listopadzie 1848, epizod IV – w Paryżu w lutym 1849, epizod V – w Londynie w 1854, epizod VI – na Atlantyku pomiędzy grudniem 1852 a styczniem 1853, epizod VII – na Brooklynie w maju 1854.

## Treść
Wstęp. Na wstępie wspomina autor płaskorzeźbę widzianą na drzwiach baptysterium florenckiego, przedstawiającą Zachariasza wychodzącego ze świątyni zupełnie niemego i wiernych odpowiadających mu milczeniem. Przyszła mu ona na myśl w związku z pytaniem: dlaczego nigdzie nie ma prawdziwego dramatu. W polskiej literaturze nie ma go dlatego, że nie określiła ona ani jednego skończonego typu kobiety. A bez kobiety nie ma dramatu. Maria Malczewskiego to tylko krzyk kobiety, która nie śmiała być kochanką, a nie mogła żoną. Aldona jedynie śpiewa w wieży. Grażyna nic nie mówi. Gdzie indziej przyczyną braku dramatu jest brak ciszy. Nadanie utworowi kierunku i stopnia ciszy jest tym czym dla planety oś, wokół której się obraca. Dzisiaj żaden autor nie umie, jak Calderon, przyznać, że nie potrafił utworu dalej unieść, więc go skończył.
Refleksje I i II. Epizod I. Co powoduje, że zdziwienie Hamleta, patrzącego jak aktor łzy wylewa i pytającego: Co jemu do Hekuby? ma taką wartość. Dopiero słysząc rozmaite natury ciszy można zrozumieć głębokość i dramatyzm wyrazów bezmyślnych, bez koloru - białych. Bo jak cisze są różne, tak i wyrazy bezmyślne, białe, są rozmaite. W 1836, gdy Dziady były młodziutkiemu Norwidowi jedyną miarą uczuć, tak że czytał je każdemu, szedł aleją wychodzącą z ubogiej zagrody jego rodziców. Dzień był najzwyklejszy, około południa, gdy usłyszał dziewczynę pracującą w ogródku warzywnym i śpiewającą:  a odjechać od niej nudno / a przyjechać do niej trudno!… Przystanął myśląc, że od zbytniego rozczytania się w dramacie Mickiewicza słyszy chłopkę śpiewającą jego wiersze. Ale ona zaśpiewała ponownie tą ludową piosenkę, którą Mickiewicz tylko włączył do swego utworu.
Epizod II. W Albano za Rzymem nad jeziorem są niebieskiej uroczystości cisze. Pewnego dnia Norwid wybrał się stamtąd na ośle do Grotta Ferrata górską ścieżką. Wracając wieczorem spotkał włoskiego wieśniaka, jak on, na ośle. Ponieważ dzwoniono na Anioł Pański wspólnie go odmówili, a potem wdali się w rozmowę. Naraz drogę zagrodził im potężny głaz leżący w poprzek ścieżki. Rano go tam nie było. Przeprowadzili przez niego osły. A wieśniak rzekł:  Ten kamieni rodzaj nie upada, kiedy chrześcijanie są na drodze… ale… kiedy nikogo nie ma, to one się tu staczają.

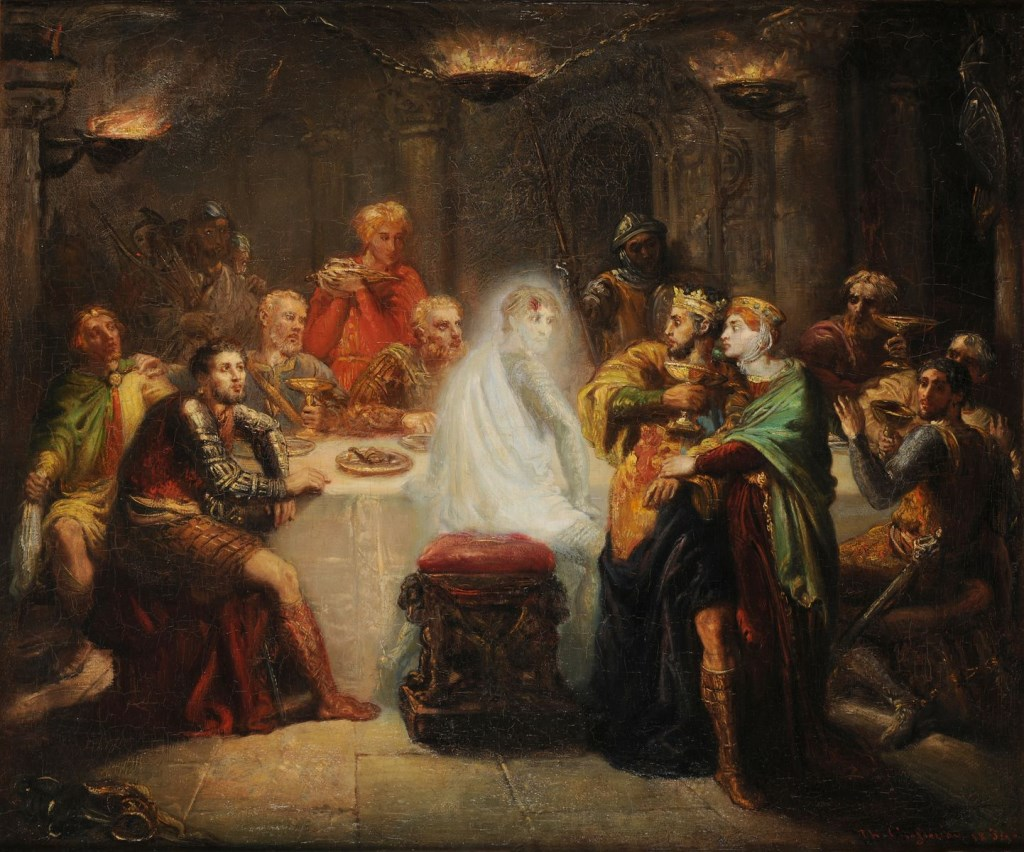
Duch Banka. T. Chassériau. 1854-55.

Epizod III. Do jakiego stopnia współczesny dramat jest martwy, ukazuje innej natury cisza. W południe owego dnia zginął, zasztyletowany na schodach do parlamentu, minister Rossi. Wieczorem w teatrze, gdzie Rossi miał własną lożę, odbyła się premiera opery Makbet. Publiczność czekająca w kawiarni na sztukę nie sięgała po dzienniki. Część wchodziła i wychodziła. Wreszcie w miarę rozwoju opery sformowała się pewna część widowni korzystająca z teatru nawykowo. Im bardziej jednak opera zmieniała się w tragedię, tym bardziej zaczynała się uwidaczniać pusta loża ministra Rossiego, ciemna, purpurowa, jak wielka rana, uprzedzająca chwilę, gdy cień zasztyletowanego Banka ma zasiąść przy uczcie na pustym krześle. Tak że widz, znalazłszy się między krwawiącym duchem Banka a pustą lożą ministra, nie wiedział czy jeszcze ogląda przedstawienie, czy też w całym teatrze są tylko aktorzy grający Szekspira.
Epizod IV i V. Te akordy cisz są straszne z powodu samej tylko głębokości sądnych kombinacji, które w sobie zawierają. Błogosławiony pisarz, który zna bezbarwne słowa prawdziwej patetyczności, tym piękniejsze im bardziej nijakie. Byłoby dobrze gdyby sztuka polska zainicjowała tą nową estetykę w Europie, nie tworząc systemu lecz używając przypowieści. Autor wspomina jak po przybyciu z Rzymu do Paryża spotkał znakomitego starca, jednego z najwybitniejszych obywateli Europy, który go szczegółowo wypytywał o postępy prac wykopaliskowych na Forum Romanum. A zapytany, kiedy tam był ostatnio, odparł: To było w przeszłym stuleciu. Inne słowa uświadomiły Norwidowi jak łatwo ulec czczym formułkom, nie mającym w sobie patetycznej dramatyczności. Odwiedził go kiedyś w Londynie mąż zacnej postaci, który nie wiedział jak go przywitać: obywatelu, rodaku czy panie. Kiedy mu Norwid zaczął tłumaczyć, że można powiedzieć panie, a poprzez gesty powiedzieć bracie, i odwrotnie, wtedy przybyły uznał, że najlepiej będzie zwracać się do gospodarza: rodaku, a on zrozumiał: robaku. I to jest biały kwiat, któremu brakuje jednak walorów estetycznych i patetyczności.
Refleksja III. Mogliby zająć się rozwijaniem nowej estetyki Francuzi, ale oni potrzebują władzy lub systemu, a to z tą estetyką jest niezgodne. Z kolei wielcy pisarze będą czekali aż ich pokona następne pokolenie. Tymczasem konkurencja na tym polu jest niszcząca dla twórczości.
Epizod VI. Na oceanie, płynąc do Ameryki, doświadczył autor pewnej nocy tak głębokiej ciszy, że aż zapłakał z jej powodu. Spotkał tam pewnego młodego Izraelitę, z którym przegadał wiele nocy siedząc na linach na pokładzie. Pewnego razu, gdy statkiem miotały ogromne fale, zapytał go czy wierzy, że Mesjasz chodził po falach. Norwid odparł, że wierzy jął wyjaśniać, że Jezus przeszedł przez morze uciekając przed tłumem, który go chciał obwołać swoim królem. Nie uczynił więc tego, by się pokazać, ale by ukryć swoje dostojeństwo. Na co jego współrozmówca stwierdził, że Chrystus wasz był może najidealniejszym człowiekiem.

## Recepcja utworu
Julian Klaczko, komentując publikację utworu (1858) nazwał go wraz z Czarnymi kwiatami: wzorem wydymanej nicości. Mieczysław Jastrun (1959) uważał Białe kwiaty za arcydzieło, nie dzięki ich nieskazitelności, ale pomimo chropowatości i pokrętnej składni. Jego zdaniem zawierają one treści znacznie przekraczające ich rozmiar, błyszczące w znacznym stopniu przez nieobecność. Zdzisław Libera (1964) uważał, że utwór wymyka się klasyfikacji rodzajowej, wyróżnia się osobliwym kształtem i stanowi zjawisko wyjątkowe, dotąd niepowtarzalne. Alina Witkowska (1964) widziała w utworze walkę przeciw więzom kultury, konwencjom i zużytym środkom wyrazu.